# Dan Holowaychuk
Dan Holowaychuk (1962) es un deportista canadiense que compitió en curling.
Ganó tres medallas de oro en el Campeonato Mundial de Curling entre los años 2002 y 2005.

## Palmarés internacional
| Campeonato Mundial | Campeonato Mundial        | Campeonato Mundial | Campeonato Mundial |
| Año                | Lugar                     | Medalla            | Prueba             |
| ------------------ | ------------------------- | ------------------ | ------------------ |
| 2002               | Bismarck (Estados Unidos) | Medalla de oro     | Equipo             |
| 2003               | Winnipeg (Canadá)         | Medalla de oro     | Equipo             |
| 2005               | Victoria (Canadá)         | Medalla de oro     | Equipo             |